# 2022年12月北美冬季风暴
2022年12月北美冬季风暴是指2022年12月21日至26日席捲美国和加拿大部分地區的冬季风暴。美國和加拿大部分地區出現了包括暴风雪、强风、降雪在內的惡劣天氣以及创纪录的低温。12月23日和24日，明尼苏达州、爱荷华州、威斯康星州、密歇根州、俄亥俄州、纽约州和安大略省的部分地区，纽约州的布法罗地区和安大略省的伊利堡和金斯顿地区等地出現了近乎零能见度的雪暴。此外美国所有州均受到寒潮影响。12月24日當天，美國36个州的1.1亿人收到了风寒警报。风暴和相关的寒潮造成至少106人死亡，其中布法罗地区的惡劣天氣就造成了41人死亡。布法罗當時实施为期五天半的汽車驾驶禁令，布法罗尼亚加拉国际机场關閉5天。受风暴影响，12月22日至28日期间，美国有超过18,200趟航班被取消，加拿大也有数百趟航班被取消。加拿大境內的維亞鐵路出現脫軌事故並停運2天。美国约有630万户家庭和加拿大的110万户家庭受風暴影響停電。 